# Beethoven-Haydn-Mozart-Denkmal

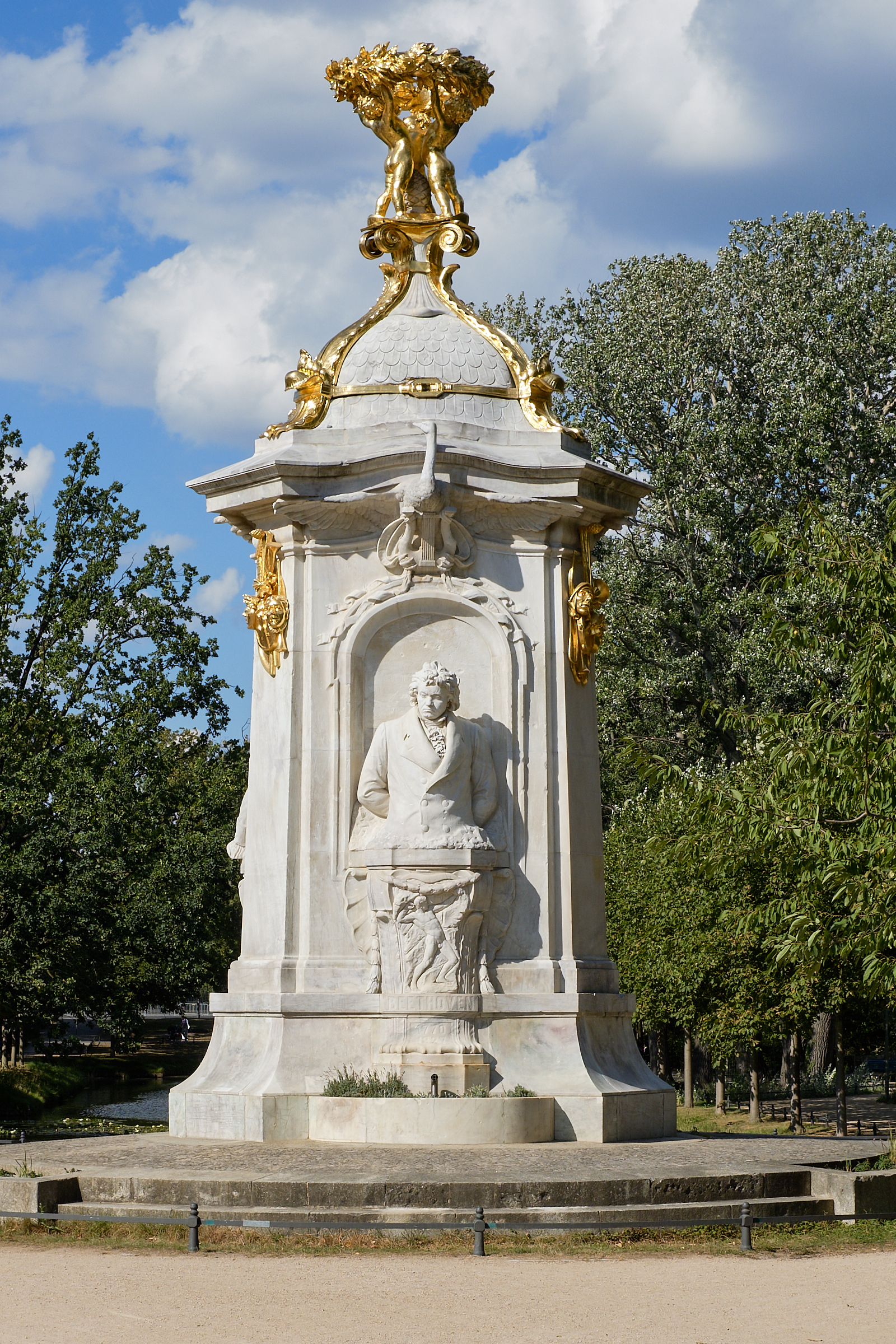
Beethoven-Haydn-Mozart-Denkmal

Das Beethoven-Haydn-Mozart-Denkmal im südöstlichen Teil des Großen Tiergartens in Berlin erinnert an die Komponisten Ludwig van Beethoven, Joseph Haydn und Wolfgang Amadeus Mozart. Geschaffen in den Jahren 1898–1904 von Rudolf Siemering im Stil des Neobarock, gehört es zu den Werken der Berliner Bildhauerschule.

## Beschreibung
Das 10 m hohe, manchmal auch Komponisten-Denkmal genannte Monument steht im südöstlichen Teil des Großen Tiergartens, am südlichen Ende des Goldfischteichs. An seinen drei Seiten befindet sich jeweils die Halbfigur eines Komponisten. Das Monument besteht aus griechischem und Tiroler Marmor und ist mit einem Kuppeldach versehen, auf dessen vergoldeter Spitze drei Putten einen Lorbeerkranz in die Höhe halten. Auf dem Dach und an den schmalen Streifen zwischen den drei Schauseiten sind weitere vergoldete Bronze- und Kupfergalvanoplastiken angebracht. Auch die Marmorreliefs, die unterhalb der Statuen das Werk der Musiker symbolisch illustrieren, waren einst teilweise vergoldet.
Kunsthistorisch markiert das Denkmal den Übergang vom späten Neobarock zum frühen Jugendstil. Die äußere Form erinnert an die zimmerhohen, reich verzierten Kachelöfen, mit denen gutbürgerliche Berliner Wohnungen um 1900 häufig ausgestattet waren. Vor diesem Hintergrund sind so genannte volkstümliche Spottnamen wie „Musiker-Ofen“ oder „Drei-Männer-Ofen“ zu verstehen, die gelegentlich in Texten über das Denkmal wiedergegeben werden. Inwieweit solche Benennungen authentisch sind, lässt sich nicht eindeutig klären.

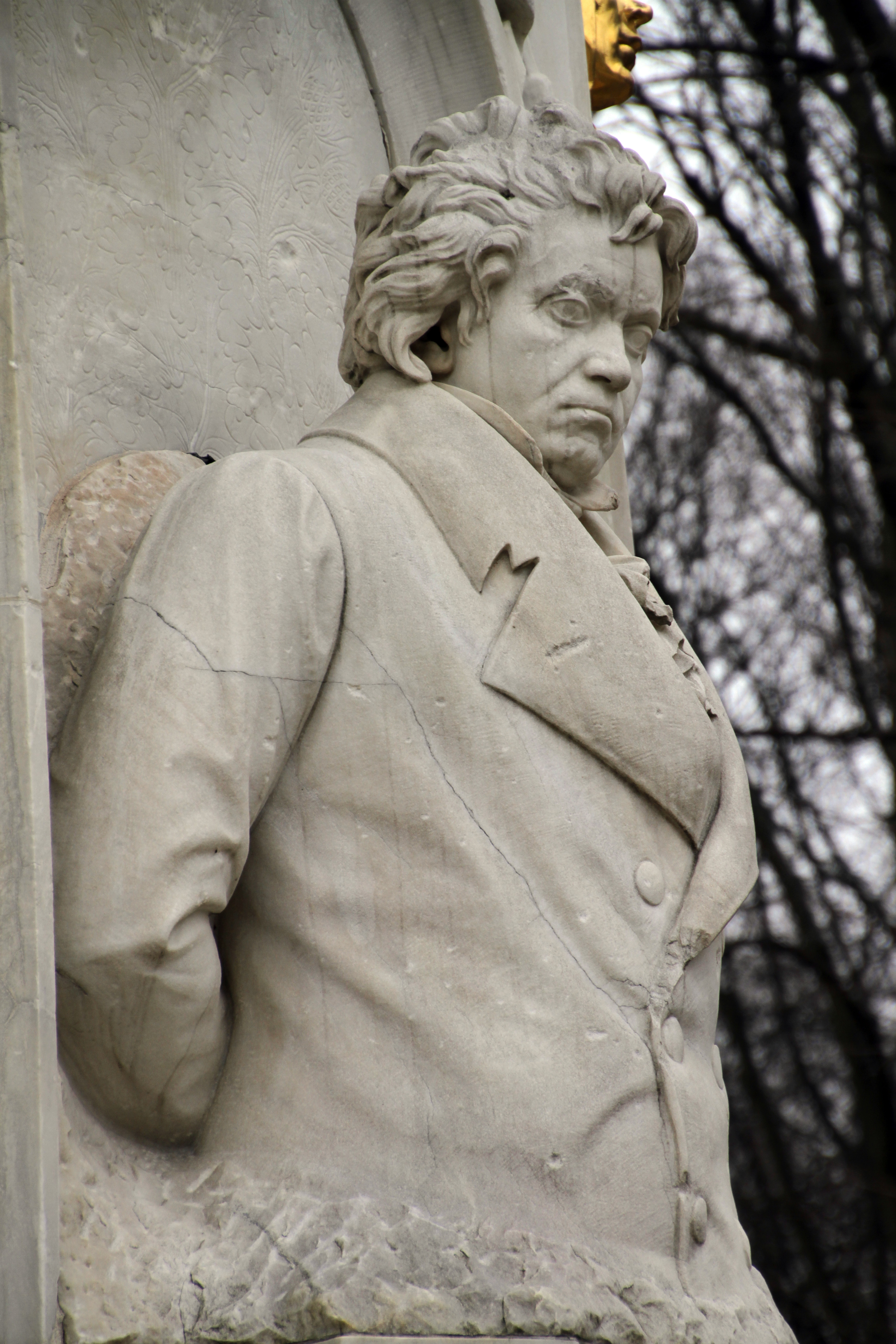
Beethoven
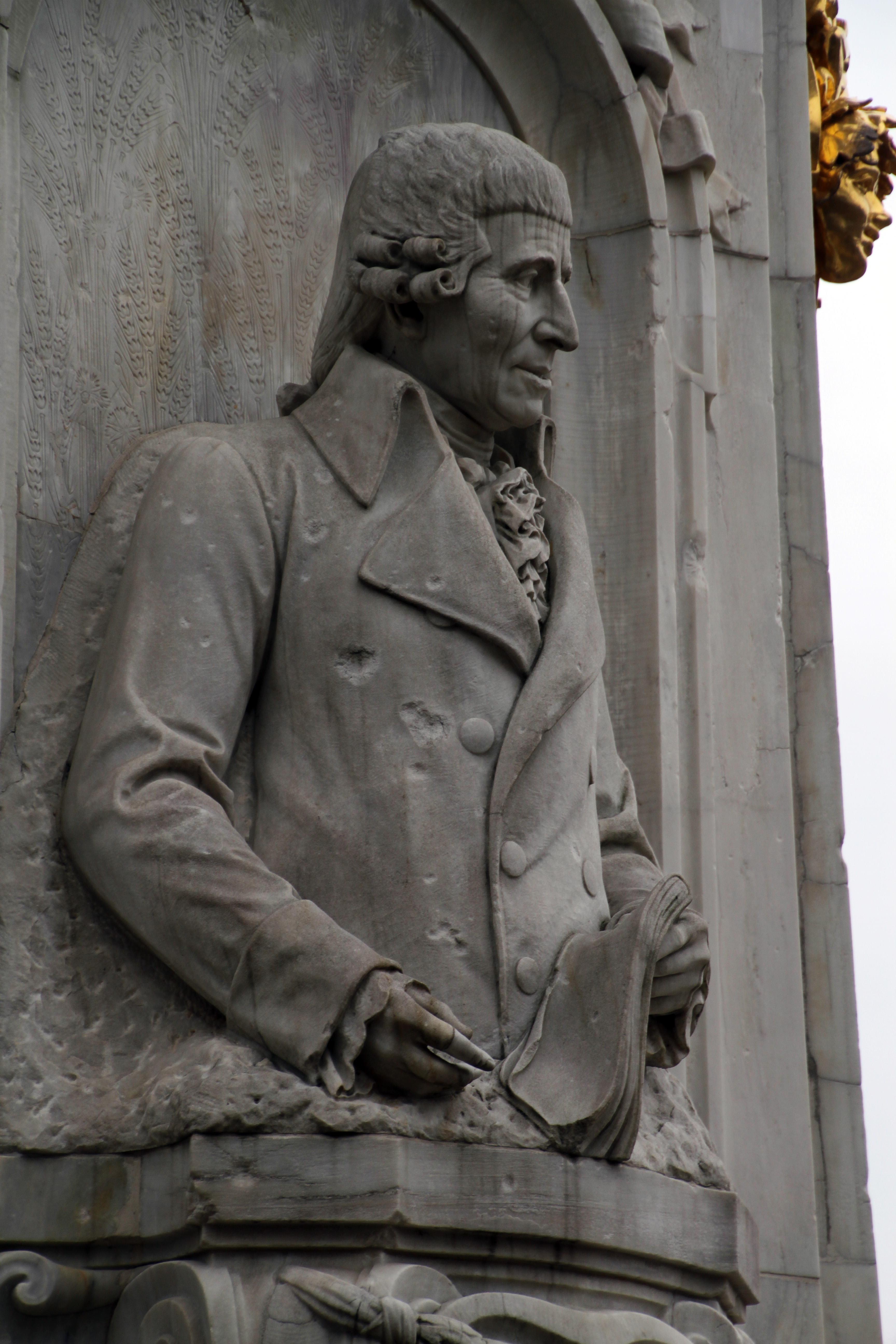
Haydn
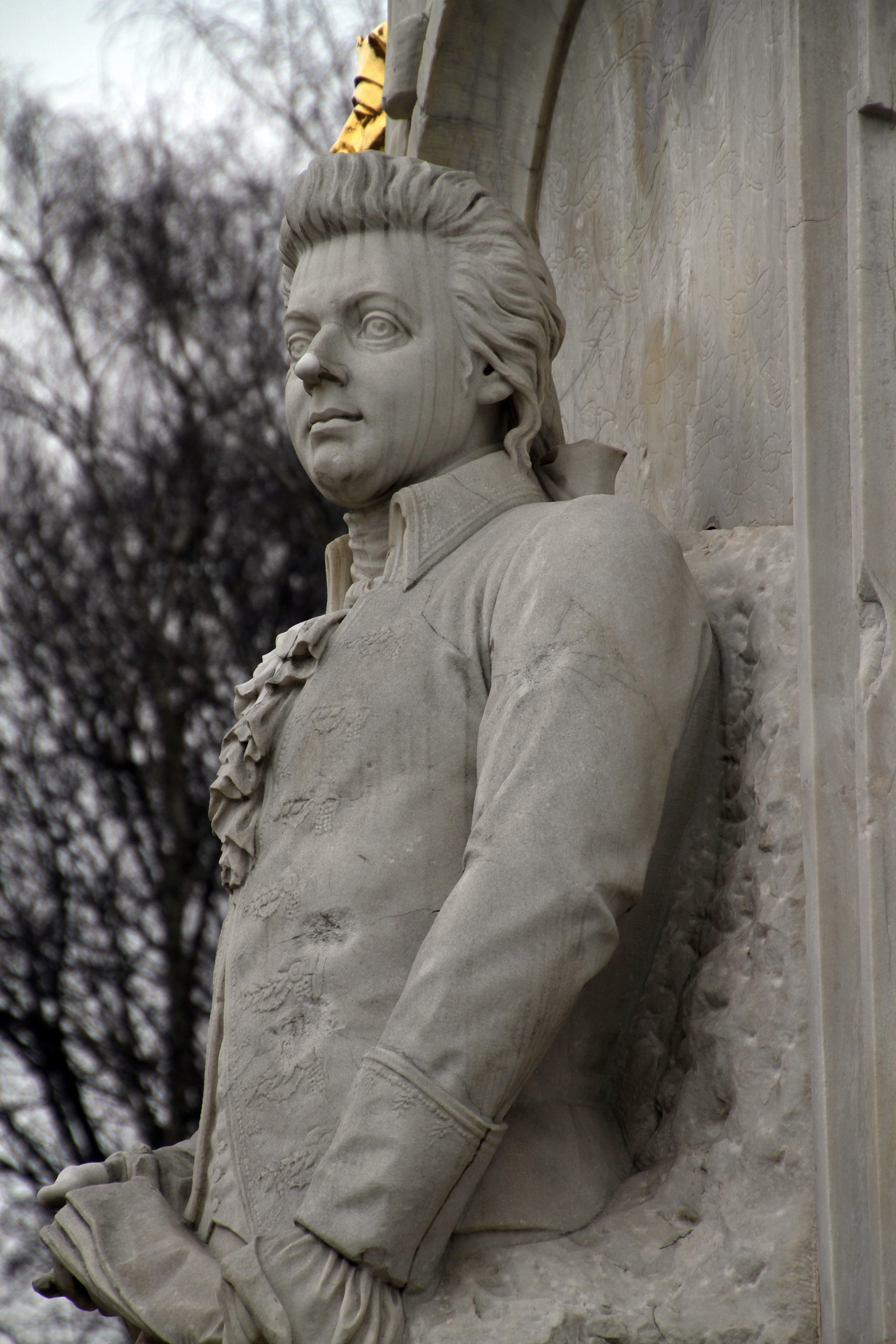
Mozart

## Geschichte
Entsprechend den vorhandenen Denkmälern für die Dichter Johann Wolfgang von Goethe, Friedrich Schiller und Gotthold Ephraim Lessing sollten auch die drei Komponisten Beethoven, Haydn und Mozart im Tiergarten geehrt werden. Der Bildhauer Rudolf Siemering gewann den Wettbewerb für ein geeignetes Denkmal, musste allerdings seinen ursprünglichen Entwurf mehrfach überarbeiten und vereinfachen. Als Architekt betreute sein Sohn Wolfgang die Arbeiten, die 1904 abgeschlossen wurden.
Bei Kampfhandlungen gegen Ende des Zweiten Weltkrieges erlitt das Denkmal deutliche Schäden, mehrere Teile verschwanden. Nach Kriegsende wurden einige unzureichende Reparaturen vorgenommen. 1996 stand der Bau des Tiergartentunnels bevor, er hätte die ohnehin stark restaurierungsbedürftige Anlage gefährden können. Vorsorglich wurden alle wesentlichen Teile bis auf den gemauerten Kern abgetragen und eingelagert. 2001 begann eine umfassende Restaurierung unter Aufsicht des Landesdenkmalamtes. Die Leitung aller Arbeiten lag bei der „Restaurierung am Oberbaum“, die Gesamtkosten von 960 000 Euro übernahm die Senatsverwaltung für Stadtentwicklung. Die Verwaltung sah einen besonderen Grund für die aufwändigen Arbeiten darin, dass „es sich bei dem Beethoven-Haydn-Mozart-Denkmal um eines der wenigen Beispiele symbolistischer Kunst im öffentlichen Raum handelt“.
Viele der etwa 145 Einzelteile des zerlegten Denkmals waren durch Einschüsse bei Kriegsende und spätere mutwillige Zerstörungen beschädigt, Marmorelemente von Rissen durchzogen und durch Kupfersalze grünlich verfärbt. Der Marmor konnte durch spezielle Verfahren stabilisiert werden und erhielt abschließend eine Anti-Graffiti-Schicht. Einige fehlende Teile – zum Beispiel Mozarts Nasenspitze – wurden ergänzt, Kriegs- und Nachkriegsspuren sollten jedoch auch erkennbar bleiben. Verschiedene verloren gegangene Metallteile – Masken, Musikinstrumente, Blumengehänge – mussten nach historischen Fotos und Postkarten rekonstruiert werden. Nachdem der Tiergartentunnel fertiggestellt und das jahrzehntelange Provisorium der Entlastungsstraße beseitigt und überpflanzt worden war, konnte mit dem Wiederaufbau des Denkmals begonnen werden. Im Sommer 2007 waren die letzten Arbeiten am Sockel abgeschlossen.

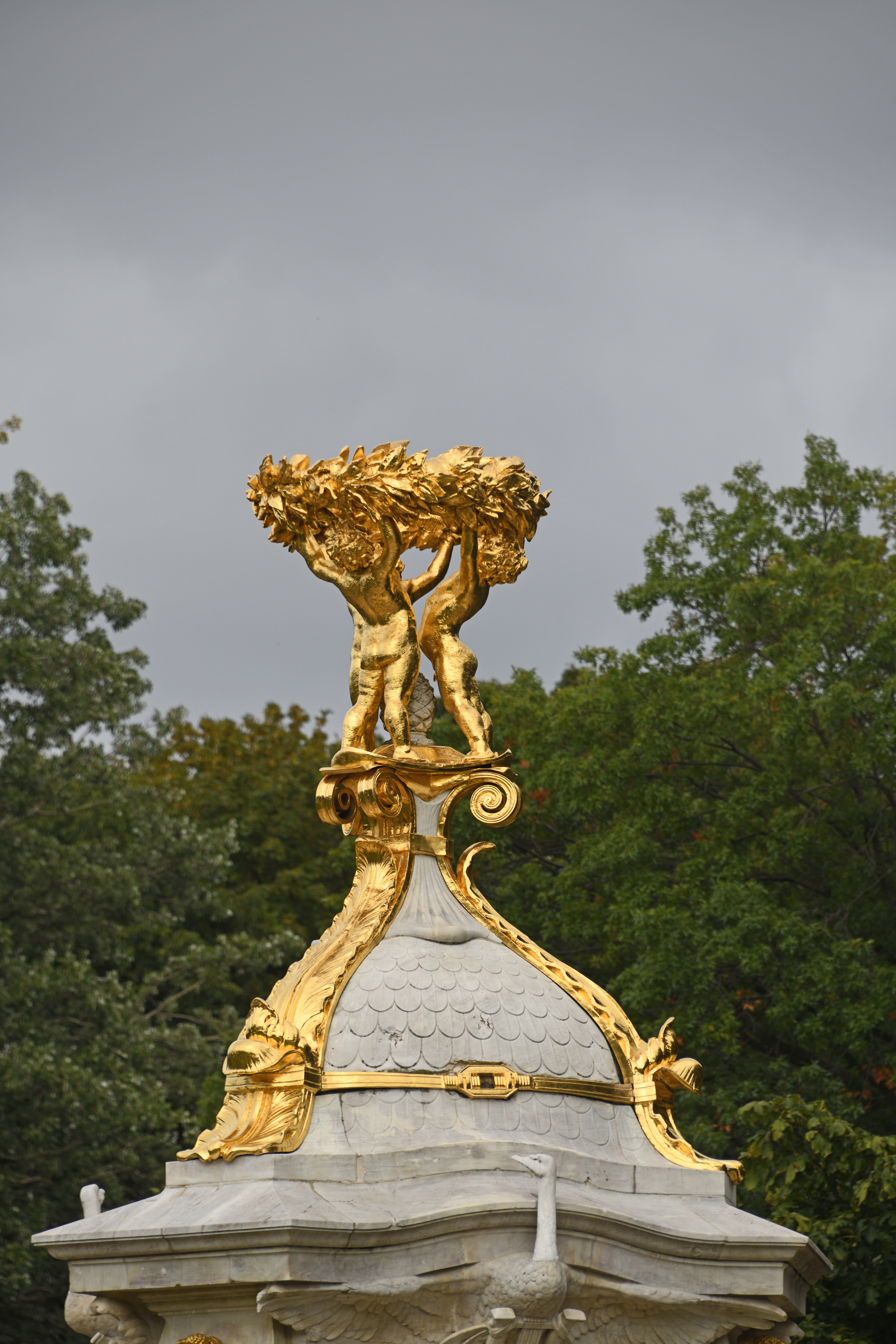
Dachbekrönung
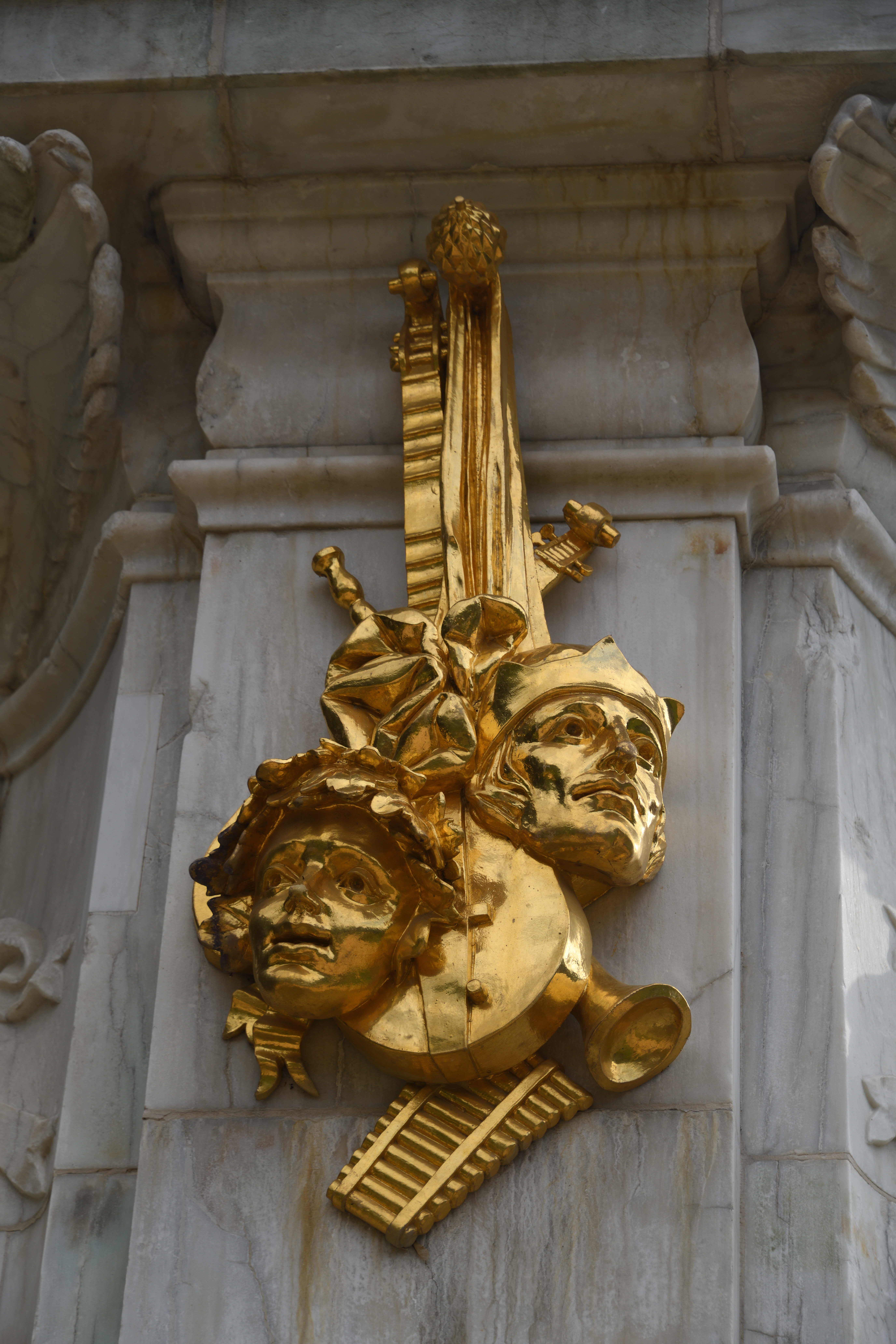
Wandverzierung
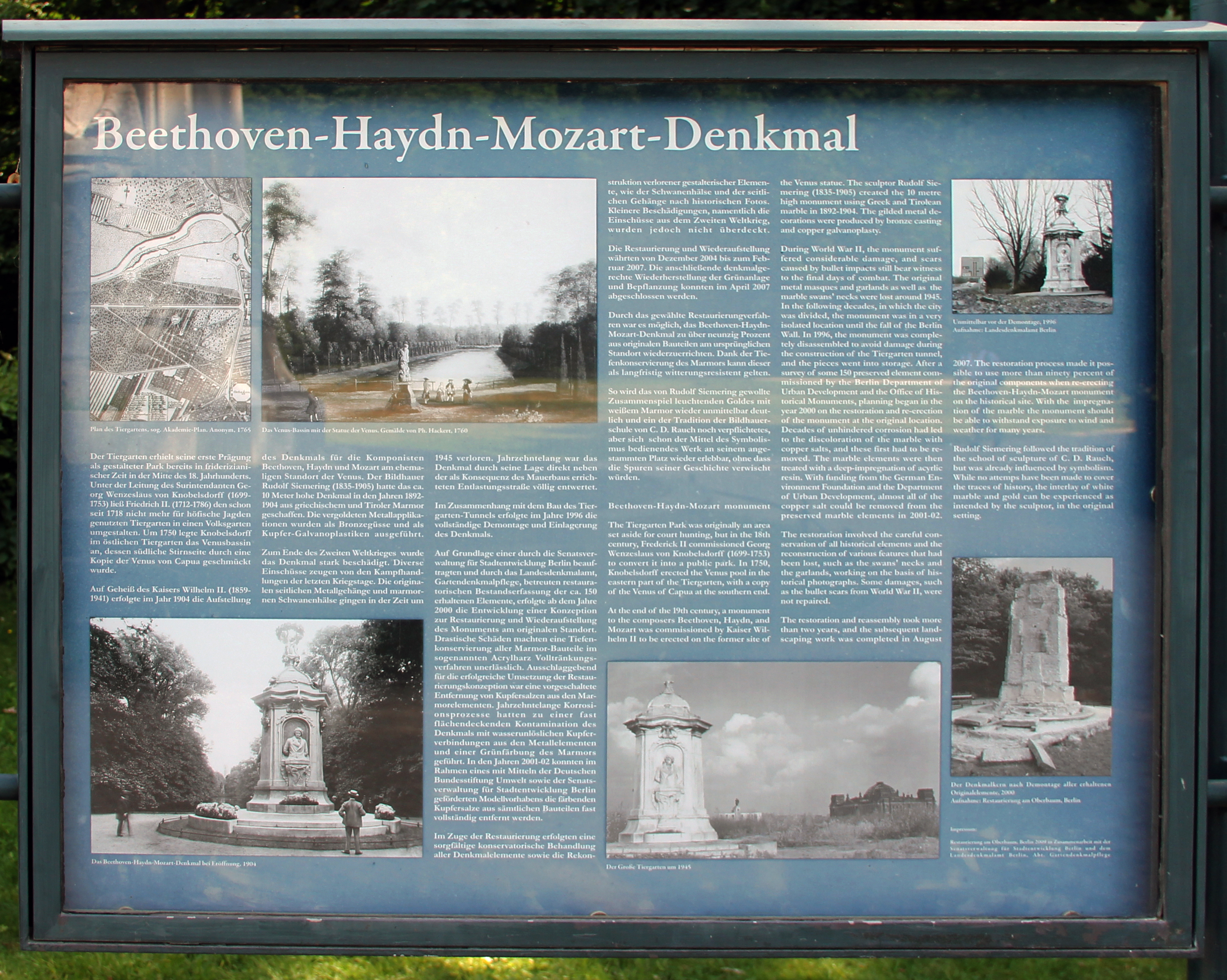
Infotafel